# Media Molecule
Media Molecule est une entreprise anglaise de développement de jeux vidéo basée à Guildford, dans le comté de Surrey.

## Historique
Le studio a été fondé en janvier 2006 par quatre anciens employés de Lionhead Studios : Mark Healey, Alex Evans, Dave Smith, et Kareem Ettouney. Avant de fonder le studio, ceux-ci avaient déjà créé le jeu vidéo indépendant Rag Doll Kung Fu, bien qu'ils fussent encore à ce moment chez Lionhead. Le premier jeu indépendant du studio fut LittleBigPlanet, annoncé durant la Game Developers Conference de 2007. Le plan a toujours été de produire des jeux à succès, sans augmenter la taille de l'entreprise pour être sûr de pouvoir faire des bénéfices. Evans était particulièrement clair sur ce point, afin d'éviter ce qu'il appelle le « cycle de dette ». Ce fut ce principe qui amena les développeurs à créer un jeu où le contenu généré par les utilisateurs serait l'une des bases du jeu. En effet, dans LittleBigPlanet, chaque joueur peut créer un niveau et l'envoyer en ligne, afin que chaque joueur, où qu'il soit, puisse y jouer pour le noter et l'ajouter dans ses favoris s'il le souhaite. « Chaque fois que vous démarrez le jeu, il y a de nouveaux niveaux à essayer », avait dit Evans. En 2008, le studio a gagné le Spike Video Game Awards du « meilleur studio », grâce à LittleBigPlanet qui fut très bien accueilli par la presse spécialisée (comme en témoigne la moyenne de 95 % enregistré sur Metacritic). Il fut d'ailleurs le jeu ayant reçu le plus de distinction du « jeu de l'année 2008 ».
Media Molecule a également aidé Guerrilla Cambridge à développer LittleBigPlanet sur PSP, sorti en 2009.
Le 2 mars 2010, Sony Computer Entertainment annonce qu'il rachète Media Molecule.
L'investissement de Sony a permis par la suite l'embauche de plus de personnel pour travailler sur le jeu Dreams.

## Jeux développés
| Titre                                               | Plates-formes          | Date de parution |
| --------------------------------------------------- | ---------------------- | ---------------- |
| LittleBigPlanet                                     | PlayStation 3          | 2008             |
| LittleBigPlanet 2                                   | PlayStation 3          | 2011             |
| LittleBigPlanet Karting                             | PlayStation 3          | 2012             |
| Tearaway                                            | PlayStation Vita       | 2013             |
| Tearaway Unfolded                                   | PlayStation 4          | 2015             |
| Dreams                                              | PlayStation 4          | 2020             |
| Le Rêve d'Art                                       | PlayStation 4 (Dreams) | 2020             |
| Ancient Dangers : Les aventures d'une chauve-souris | PlayStation 4 (Dreams) | 2021             |
| Tren                                                | PlayStation 4 (Dreams) | 2023             |

### Codéveloppement
- 2009 - LittleBigPlanet (PlayStation Portable) (codéveloppement avec SCE Cambridge Studio)
- 2010 - Sackboy's Prehistoric Moves (PlayStation 3) (codéveloppement avec XDev et Supermassive Games)
- 2012 - LittleBigPlanet (PlayStation Vita) (codéveloppement avec Double Eleven et Tarsier Studios)
- 2012 - LittleBigPlanet Karting (PlayStation 3) (codéveloppement avec United Front Games)
- 2014 - LittleBigPlanet 3 (PlayStation 3 et PlayStation 4) (codéveloppement avec Sumo Digital)
- 2015 - Tearaway Unfolded (PlayStation Vita) (codéveloppement avec Tarsier Studio)